# Fuji-Q Highland

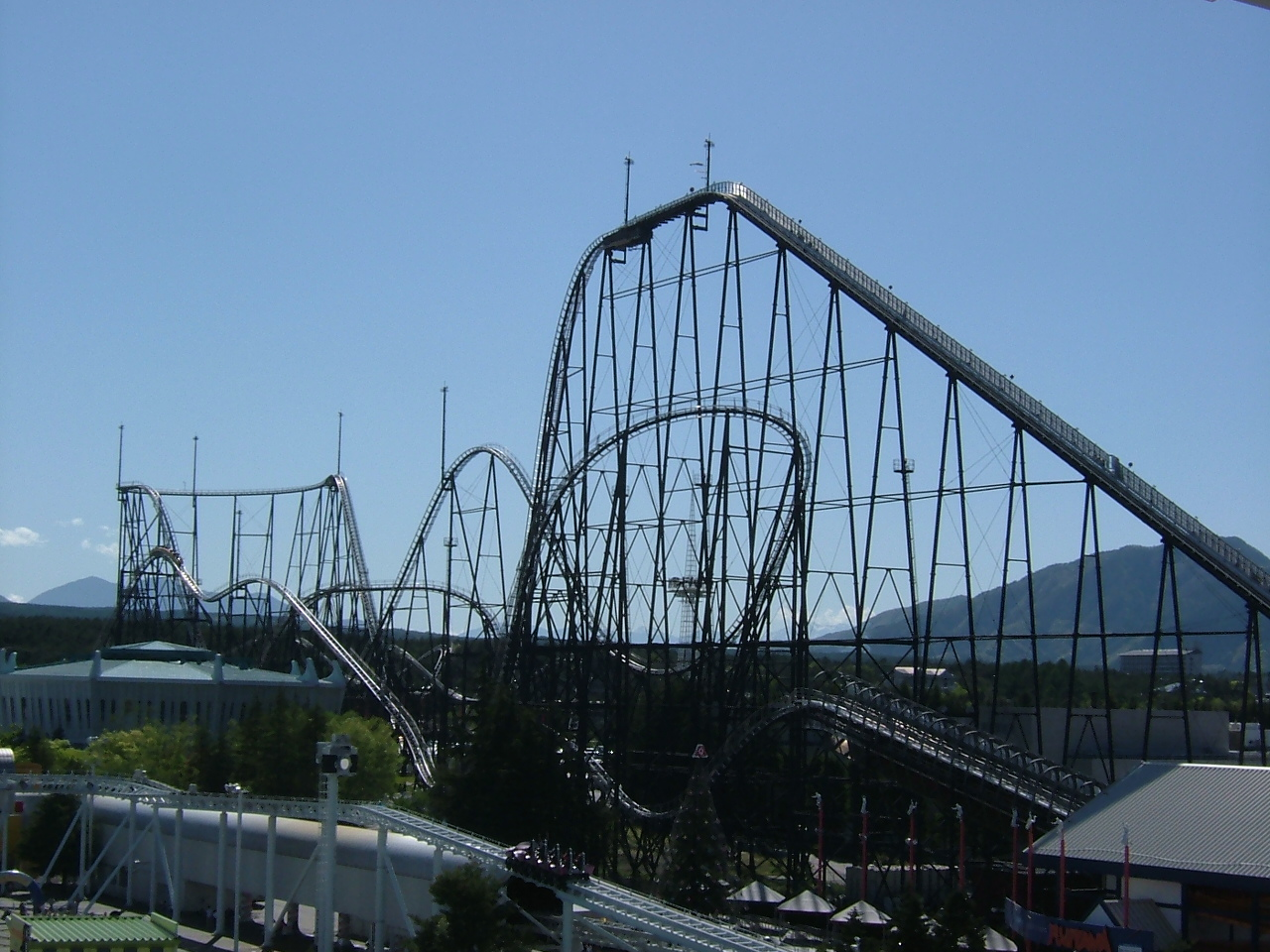
Il Fujiyama, la più lunga e alta montagna russa del Fuji-Q Highland

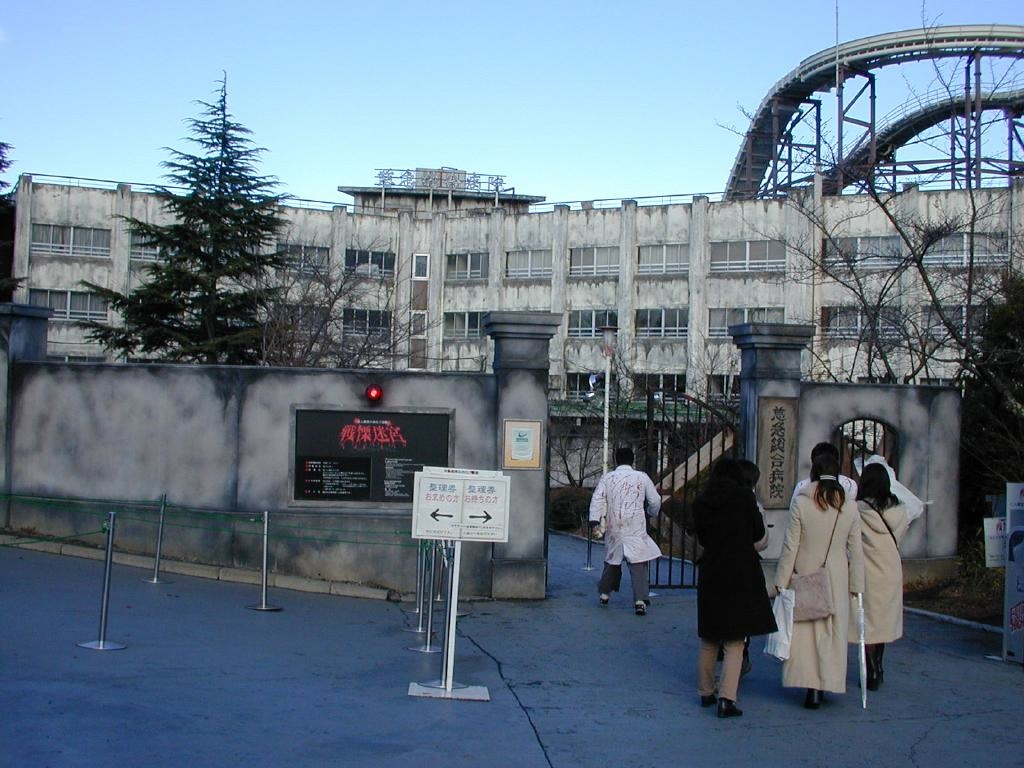
L'Ospedale Stregato

Il Fuji-Q Highland (富士急ハイランド?, Fujikyū Hairando) è un parco divertimenti a Fujiyoshida, Yamanashi, in Giappone. Fu aperto il 2 marzo 1968.
Il parco divertimenti è vicino alle pendici del Fuji. Ha numerose montagne russe, come pure due attrazioni stregate: l'Ospedale Stregato (Haunted Hospital) la seconda attrazione stregata più grande del mondo e la Fortezza Senza Speranza (Hopeless Fortress), appena costruita. Altre attrazioni includono Thomas Land, un'area per bambini con un tema ispirato al Trenino Thomas, il personaggio dei libri del reverendo W.V. Awdry, e attrazioni legate alle serie anime di Gundam ed Evangelion.
Nel 2006, nella 9ª stagione di The Amazing Race, le 3 squadre finaliste vennero qui e affrontarono le tre montagne russe di Tondemina, Dodonpa e Fujiyama in cerca di un indizio sulla loro prossima destinazione.
Le più famose montagne russe di Fuji-Q sono le seguenti:
- Fujiyama, alta 79 metri, 130 km/h,[3] aprì nel 1996 e fu un tempo la montagna russa più alta del mondo. Al 2007 è l'8ª montagna russa più alta, la 5ª più lunga e la 10ª più veloce del mondo.
- Dodonpa, alta 52 metri, 172 km/h,[4] aprì nel 2001 fu un tempo la montagna russa più veloce del mondo. Al 2013 è la 4ª più veloce del mondo, ma ha ancora l'accelerazione più alta al momento del lancio.
- Eejanaika, alto 76 metri, 126 km/h,[5] aprì nel 2006 ed è solo la seconda "montagna russa quadrimensionale" mai costruita (la prima essendo la X² a Six Flags Magic Mountain in California). Come montagna russa della "4ª dimensione" i suoi sedili possono ruotare di 360 gradi in avanti o indietro in avvitamento controllato, consentendo così a Eejanaika di invertire 14 volte diverse, anche se il binario effettivo inverte solo tre volte. Supera la prima montagna russa della "4ª dimensione", X², sia in altezza che velocità.
- Takabisha, aperta il 16 luglio 2011, contiene una caduta libera a 121°, nonché sette importanti torsioni per oltre 1.000 metri di binario e un salto di 43 metri. Al dicembre 2016, Takabisha detiene il primato per la più ripida montagna russa del mondo.[6][7]

## Montagne russe in funzione
| Anno di apertura | Nome                                                 | Produttore | Tipo    | Modello       |
| ---------------- | ---------------------------------------------------- | ---------- | ------- | ------------- |
| 1995             | Rock 'N Roll Duncan                                  | --         | Acciaio | Sit down      |
| 1996             | Fujiyama                                             | TOGO       | Acciaio | Sit down      |
| 1998             | Mad Mouse                                            | --         | Acciaio |               |
| 2001             | Dodonpa (ドドンパ)                                   | S&S Power  | Acciaio | Sit down      |
| 2001             | Fuwa Fuwa Osora No Dai-Bouken (フワフワお空の大冒険) | --         | Acciaio | Inverted      |
| 2006             | Eejanaika (ええじゃないか)                           | S&S Arrow  | Acciaio | 4th Dimension |
| 2011             | Takabisha                                            | Gerstlauer | Acciaio | Euro-Fighter  |

## Capolinea degli autobus

### Autobus autostradali
- Chūō Kōsoku Bus; per la Stazione di Shinjuku[8]
- Per la Stazione di Futako-Tamagawa e la Stazione di Shibuya[8]
- Per la Stazione di Ichigao e la Stazione di Tokyo[8]
- Per la Stazione di Tokyo (Tekko Building)[9]
- Per la l'Aeroporto di Haneda[8]
- Per la Stazione di Seiseki-Sakuragaoka, la Stazione di Tama-Center e la Stazione di Minami-Ōsawa[9]
- Per la Stazione di Hashimoto e la Stazione di Machida[9]
- Per la Stazione di Tama-Plaza e la Stazione di Center-Kita[9]
- Lake Liner; per Ayase e la Stazione di Yokohama[9]
- Per la Stazione di Hon-Atsugi, la Stazione di Tsujidō e la Stazione di Fujisawa[9]
- Highland Liner; per la Stazione di Shin-Matsuda e la Stazione di Kōzu[9]
- Per la Stazione di Nishi-Funabashi, la Stazione di Tsudanuma, la Stazione di Keisei Tsudanuma e la Stazione di Kaihin-Makuhari[9]
- Per la Stazione di Ikebukuro e la Stazione di Ōmiya[9]
- Per Sayama, la Stazione di Kawagoe e la Stazione di Ōmiya[9]
- Per la Stazione di Takasaki, la Stazione di Maebashi e la Stazione di Shibukawa[9]
- Per la Stazione di Mishima[8]
- Per la Stazione di Shimizu e la Stazione di Shizuoka[9]
- Per il Terminal degli autobus di Matsumoto (Stazione di Matsumoto)[9]
- Resort Express; per la Stazione di Hoshigaoka e la Stazione di Nagoya[8]
- Fujiyama Liner; per la Stazione di Kyōto, la Stazione di Ōsaka e la Stazione di Ōsaka Abenobashi[8]
- Per la Stazione di Fukui, la Stazione di Komatsu e la Stazione di Kanazawa[9]
- Hakata Fujiyama Express; per la Stazione di Kokura, la Stazione di Nishitetsu Fukuoka (Tenjin) e la Stazione di Hakata[9]